# Championnats d'Asie de cyclisme sur route 2019
Navigation
Championnats d'Asie 2018 Championnats d'Asie 2022

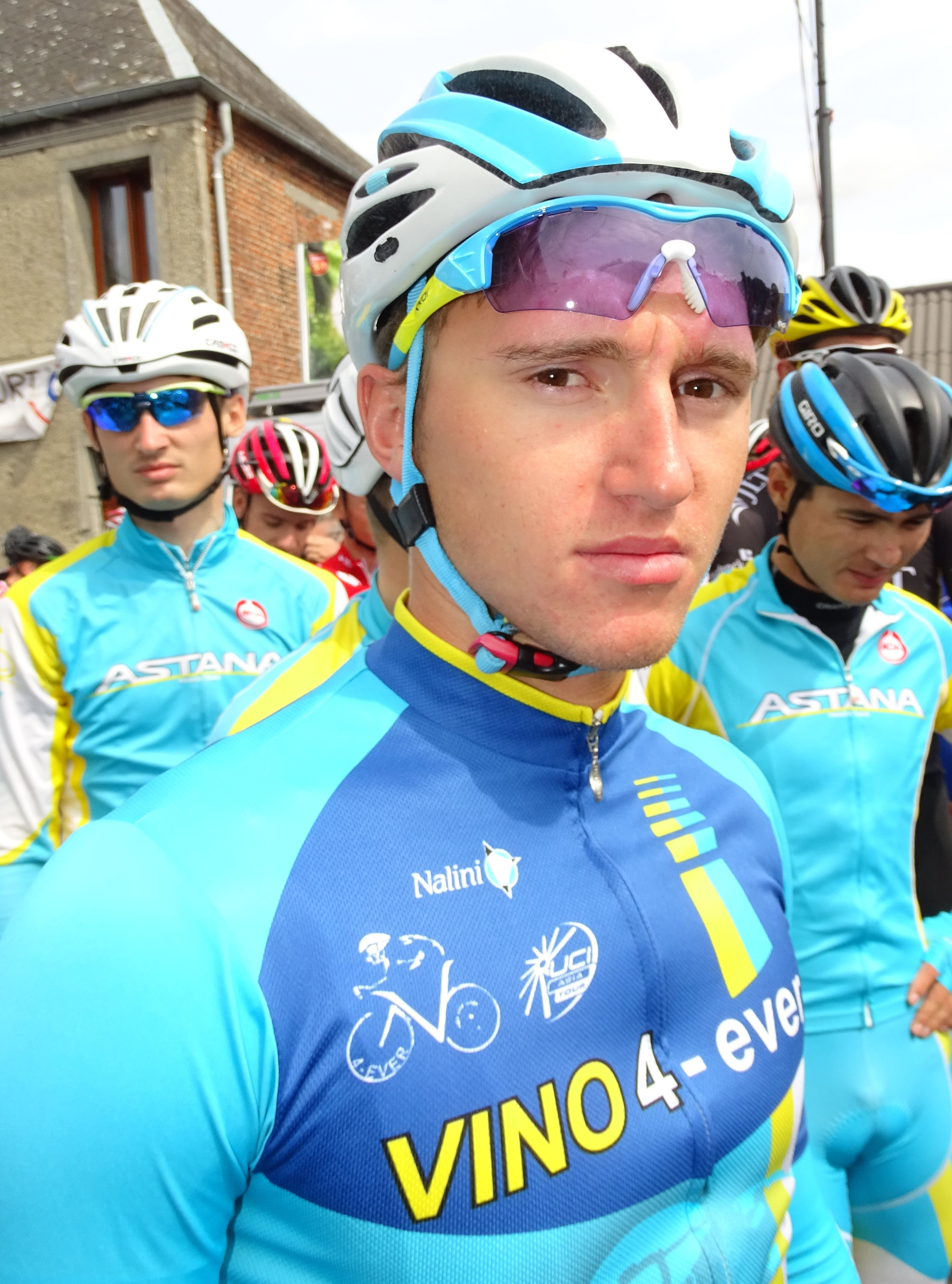
Yevgeniy Gidich (ici en 2015) est le champion d'Asie 2019.

Les Championnats d'Asie de cyclisme sur route 2019 ont lieu du 23 au 28 avril 2019 à Tachkent en Ouzbékistan,. C'est la première fois que l'Ouzbékistan accueille ces championnats.

## Résultats des championnats

### Épreuves masculines
| Hommes - Élites              | | |                                                                                             |
| Course en ligne              | Yevgeniy Gidich                                                                                             | Lyu Xianjing                                                                                         | Feng Chun-kai                                                                               |
| Contre-la-montre             | Daniil Fominykh                                                                                             | Feng Chun-kai                                                                                        | Cheung King Lok                                                                             |
| Contre-la-montre par équipes | Kazakhstan Zhandos Bizhigitov Daniil Fominykh Yevgeniy Gidich Dmitriy Gruzdev Yuriy Natarov Artyom Zakharov | Corée du Sud Choe Hyeong-min Joo Dae-yeong Min Kyeong-ho Park Sang-hong Kim Kook-hyun Park Sang-hoon | Hong Kong Leung Chun Wing Ko Siu Wai Mow Ching Ying Leung Ka Yu Vincent Lau Wan-yau Ho Burr |
| Hommes - Espoirs             | | |                                                                                             |
| Course en ligne              | Mohammad Ganjkhanlou                                                                                        | Yevgeniy Fedorov                                                                                     | Daniil Marukhin                                                                             |
| Contre-la-montre             | Yevgeniy Fedorov                                                                                            | Sergio Tu                                                                                            | Amir Hossein Jamshidian                                                                     |
| Hommes - Juniors             | | |                                                                                             |
| Course en ligne              | Tullatorn Sosalam                                                                                           | Behzodbek Rakhimbaev                                                                                 | Orken Slamzhanov                                                                            |
| Contre-la-montre             | Maxim Popugayev                                                                                             | Tullatorn Sosalam                                                                                    | Behzodbek Rakhimbaev                                                                        |

### Épreuves féminines
| Femmes - Élites              |                                                              | |                                                                                    |
| Course en ligne              | Olga Zabelinskaïa                                            | Na Ah-reum | Somayeh Yazdani                                                                    |
| Contre-la-montre             | Olga Zabelinskaïa                                            | Lee Ju-mi | Huang Ting-ying                                                                    |
| Contre-la-montre par équipes | Corée du Sud Lee Ju-mi Na Ah-reum Yu Seon-ha Kang Hyun-kyung | Kazakhstan Amiliya Iskakova Viktoriya Pastarnak Faina Potapova Natalya Saifutdinova Zhanerke Sanakbayeva Makhabbat Umutzhanova | Hong Kong Leung Wing-yee Yang Qian-yu Pang Yao Ma Yin-yu Leung Hoi Wah Ng Sze Wing |
| Femmes - Espoirs             |                                                              | |                                                                                    |
| Contre-la-montre             | Chang Ting Ting                                              | Yumi Kajihara | Renata Baymetova                                                                   |
| Femmes - Juniors             |                                                              | |                                                                                    |
| Course en ligne              | Lee Sze Wing                                                 | Anna Iwamoto | Tsuyaka Uchino                                                                     |
| Contre-la-montre             | Ulyana Sukhorebrik                                           | Yanina Kuskova | Lee Sze Wing                                                                       |

## Tableau des médailles
| Rang  | Nation         | Or | Argent | Bronze | Total |
| ----- | -------------- | -- | ------ | ------ | ----- |
| 1     | Kazakhstan     | 6  | 2      | 2      | 10    |
| 2     | Ouzbékistan    | 2  | 2      | 2      | 6     |
| 3     | Taipei chinois | 1  | 3      | 2      | 6     |
| 4     | Corée du Sud   | 1  | 2      | 0      | 3     |
| 5     | Thaïlande      | 1  | 1      | 0      | 2     |
| 6     | Hong Kong      | 1  | 0      | 4      | 5     |
| 7     | Iran           | 1  | 0      | 2      | 3     |
| 8     | Japon          | 0  | 2      | 1      | 3     |
| 9     | Chine          | 0  | 1      | 0      | 1     |
| Total | Total          | 13 | 13     | 13     | 39    |